# Університетський коледж (Оксфорд)
Університетський коледж (англ. University college, The Master and Fellows of the College of the Great Hall of the University of Oxford, часто називається як «англ. Univ») — найстаріший коледж Оксфордського університету.

## Історія
1249 року коледж заснував Вільям Даремський (англ. William of Durham), що залишив гроші на утримання кількох студентів. Довгий час вважалося, що коледж ще старший — за легендою, я згодом була спростована, засновником коледжу вважався король Альфред.
До шістнадцятого століття в коледжі вивчали лише теологію. Середньовічні будівлі коледжу замінили новим Головним квадрантом 1640 року; 1719 року до нього було додано Редкліфф-квадрант.
Одна з основних визначних пам'яток коледжу — пам'ятник поетові Шеллі, який провчився тут менше року й був виключений за безбожництво. 1894 року статую у натуральну величину роботи Едварда Онслоу Форда, яка зображує потонулого поета, подарувала коледжу леді Шеллі.
З 1979 року в коледж приймають жінок.

## Знамениті студенти та випускники
- Персі Біші Шеллі
- князь Фелікс Юсупов
- Клайв Стейплз Льюїс
- Стівен Гокінг
- Білл Клінтон